# Nikola Jambor
Nikola Jambor (Koprivnica, 25 settembre 1995) è un calciatore croato, centrocampista attualmente svincolato.

## Statistiche

### Presenze e reti nei club
Statistiche aggiornate al 25 giugno 2025.
| Stagione             | Squadra              | Campionato           | Campionato | Campionato | Coppe nazionali | Coppe nazionali | Coppe nazionali | Coppe continentali | Coppe continentali | Coppe continentali | Altre coppe | Altre coppe | Altre coppe | Totale | Totale |
| Stagione             | Squadra              | Comp                 | Pres       | Reti       | Comp            | Pres            | Reti            | Comp               | Pres               | Reti               | Comp        | Pres        | Reti        | Pres   | Reti   |
| -------------------- | -------------------- | -------------------- | ---------- | ---------- | --------------- | --------------- | --------------- | ------------------ | ------------------ | ------------------ | ----------- | ----------- | ----------- | ------ | ------ |
| 2014-2015            | Slaven Belupo        | 1. HNL               | 10         | 0          | CC              | 0               | 0               | -                  | -                  | -                  | -           | -           | -           | 10     | 0      |
| 2015-2016            | Slaven Belupo        | 1. HNL               | 26         | 0          | CC              | 4               | 0               | -                  | -                  | -                  | -           | -           | -           | 30     | 0      |
| Totale Slaven Belupo | Totale Slaven Belupo | Totale Slaven Belupo | 36         | 0          |                 | 4               | 0               |                    | -                  | -                  |             | -           | -           | 40     | 0      |
| 2016-2017            | Lokeren              | PL                   | 7+2        | 0          | CB              | 0               | 0               | -                  | -                  | -                  | -           | -           | -           | 9      | 0      |
| 2017-2018            | Osijek               | 1. HNL               | 14         | 0          | CC              | 3               | 1               | UEL                | 1                  | 0                  | -           | -           | -           | 18     | 1      |
| 2018-2019            | Rio Ave              | PL                   | 24         | 0          | CP+CdL          | 2+3             | 0               | UEL                | 1                  | 0                  | -           | -           | -           | 30     | 0      |
| 2019-2020            | Rio Ave              | PL                   | 7          | 0          | CP+CdL          | 1+2             | 0               | -                  | -                  | -                  | -           | -           | -           | 10     | 0      |
| 2020-2021            | Rio Ave              | PL                   | 6          | 0          | CP              | 1               | 0               | UEL                | 3                  | 1                  | -           | -           | -           | 10     | 1      |
| Totale Rio Ave       | Totale Rio Ave       | Totale Rio Ave       | 37         | 0          |                 | 9               | 0               |                    | 4                  | 1                  |             | -           | -           | 50     | 1      |
| 2021-2022            | Moreirense           | PL                   | 5          | 0          | CP+CdL          | 3+0             | 0               | -                  | -                  | -                  | -           | -           | -           | 8      | 0      |
| 2022-2023            | Slaven Belupo        | HNL                  | 23         | 1          | CC              | 3               | 0               | -                  | -                  | -                  | -           | -           | -           | 26     | 1      |
| 2023-2024            | Hajer                | PD                   | 26         | 3          | KCC             | 1               | 0               | -                  | -                  | -                  | -           | -           | -           | 27     | 3      |
| 2024-2025            | Selangor             | LS                   | 11         | 0          | CM              | 2               | 1               | ACL2               | 4                  | 0                  | -           | -           | -           | 17     | 1      |
| Totale carriera      | Totale carriera      | Totale carriera      | 161        | 4          |                 | 25              | 2               |                    | 9                  | 1                  |             | -           | -           | 195    | 7      |